# Історія протестантизму

Реформація і контрреформація в Європі

Протестантизм як християнський напрям, ідеологія і міжнародна історична сила оформився в XVI столітті, коли Мартін Лютер і Жан Кальвін очолили масовий рух проти духовної та соціально-політичної монополії католицизму. Однак, історія протестантизму простежується в більш ранні століття, ідеалом руху було повернення до раннього християнства. Протягом багатьох століть живильним ґрунтом для антикатолицьких настроїв в Європі були претензії папства на світську владу і занепад моралі римської курії.
З початком Реформації протестантизм став одним з визначальних духовних і політичних рухів спочатку в Європі, а потім і в світі. Різні протестантські конфесії протягом століть пропонували свої варіанти вирішення духовних проблем та забезпечення релігійних потреб віруючих, а також, впливали на соціально-економічну та політичну культуру і життя цілих країн (в першу чергу, протестантська трудова етика).
Кількість протестантів в світі до початку XXI століття оцінюється приблизно в 600—800 млн чоловік.

## Реформація

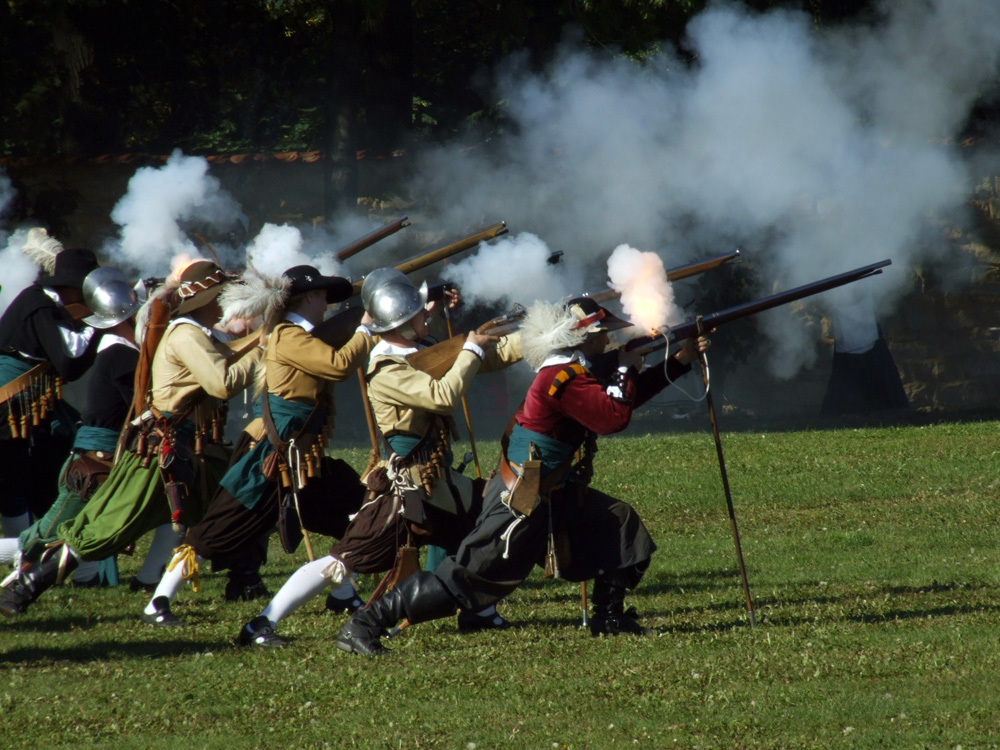
Сучасна реконструкція битви на Білій горі (Тридцятирічна війна)

Реформація (латинь. Reformatio — виправлення, перетворення, перетворення, реформування) — широкий релігійний і суспільно-політичний рух в Західній і Центральній Європі XVI — початку XVII століття, спрямований на реформування католицького християнства відповідно до Біблії.
Її початком прийнято вважати виступ доктора богослов'я Віттенберзького університету Мартіна Лютера: 31 жовтня 1517 року він, за легендою, прибив до дверей Віттенберзької церкви свої «95 тез», у яких виступав проти існуючих зловживань католицької церкви, зокрема проти продажу індульгенцій.

## Історичний контекст

### Поширення по країнах
В 1518 році в Цюриху почалась реформація в Швейцарії. Її очолив Ульріх Цвінглі.
У 1527 році на Вестеросском риксдагу король був проголошений главою Шведської Церкви, а майно монастирів було конфісковано на користь корони.
1534 — утворення Англіканської церкви.
Внаслідок війн на теренах Священної Римської імперії за принципом «Cuius regio, eius religio» підписано Аугсбурзький мир.
Реформація в Франції проводилась кальвіністами, які отримали назву гугеноти. Внаслідок релігійних воєн в 1562—1598 роках вони отримали певні релігійні права підтверджені Нантським едиктом.
В 1568 році почалась Нідерландська революція яка ставила своєю ціллю отримати незалежність протестантських провінцій Голландії від католицької Іспанії. Завершилась вона разом з Тридцятилітньою війною.

### Тридцятирічна війна
1618—1648 — Тридцятирічна війна
Кінцем Реформації історики вважають підписання Вестфальського миру в 1648 році, за підсумками якого релігійний фактор перестав відігравати суттєву роль в європейській політиці.

### Громадянська війна в Англії
Релігійне протистояння стало однією з причин початку Англійської революції. Англіканська церква хоча і перейшла в протестантизм зберігала багато католицьких традицій, які не влаштовували пуритан. Конфлікт почався в 1642 році з подій в парламенту і швидко перейшов в військове протистояння.
Після війни було встановлено форму правління протекторат на чолі з Кромвелем.

### Прусія
В 1817 році король Прусії  Фрідріх-Вільгельм III видав серію наказів які об'єднували лютеран і реформаторських протестантів держави в єдину Прусську унію церков. Вона стала найбільшою протестантською структурою в Німецькій імперії.

### Вікторіанська епоха
Вікторіанська епоха (1837—1901) — період правління Вікторії, королеви Британської імперії, Ірландії та Індії.
Вікторіанський період в історії Англії можна вважати одним з найбільш значущих і важливих. Цю епоху можна уявляти собі як щось однорідне, оскільки вона характеризується швидкими змінами у багатьох сферах людського життя. Це були технологічні, демографічні зрушення, зміна світосприйняття людей, зміни в політичній і соціальній системі. Один з англійських істориків відзначав, що «такі швидкі і постійні зміни в сфері економічної та духовного життя» були можливі тому, що «в цей період не було ні значною війни, ні боязні катастрофи ззовні, протягом усього періоду існував інтерес до релігійних питань, і відбувалося швидке розвиток наукової думки і самовиховання людської особистості».
Відмінною рисою цієї епохи є відсутність масштабних війн, що дозволило країні інтенсивно розвиватися - зокрема в сфері розвитку інфраструктури, будівництва залізниць. В області економіки в цей період тривали промислова революція і розвиток капіталізму. Для соціального вигляду епохи характерний строгий моральний кодекс (джентльменство), який закріпив консервативні цінності і класові відмінності. В області зовнішньої політики тривала колоніальна експансія Британії в Азії («Велика Гра») і Африці («бійка за Африку»).

### Великі пробудження в Америці
«Велике Пробудження» було періодом швидкого і драматичного релігійного відродження в американській релігійної історії, починаючи з 1730-х років.
2-й чверті XVIII століття. — Перше Велике пробудження в США.
Друге велике пробудження (1790—1840 рр).

### П'ятидесятництво
На початку XX століття серед методистів США спостерігалося кілька випадків Глоссолалія, що нагадують події, описані в «Діяннях», коли апостоли в день П'ятидесятниці заговорили на невідомих мовах. Пастор Чарльз Пархем вважав це «третім благословенням» — хрещенням Святим Духом — і став проповідувати в південних штатах. Потужним поштовхом до всесвітньому поширенню п'ятдесятницького руху послужили події на Азуза-стріт. У 1914 році на Всеамериканській пятдесятницькій конференції була створена нова конфесія, яка прийняла назву «Асамблеї Бога».
Протягом перших двох десятиліть свого існування, п'ятдесятницький рух поширився на всі континенти

## Ортодоксальна теологія (з XVI століття)
Ортодоксальна протестантська теологія (або християнський протестантський фундаменталізм) виникла на основі поглядів та праць М. Лютера, Ж. Кальвіна, У. Цвінглі та Я. Армінія. Вона була характерним явищет та продуктом свого періоду.
За своїми характеристиками, наголошує на біблійному буквалізмі, в тому числі й на буквальному створенні світу в Біблії. Також, на тому, що Бога можна пізнати і пізнавати через природу, тобто через його творіння. В рамках ортодоксії було оформлено протистояння двох позицій на питання спасіння людини: кальвінізм та армініанство, де в першій стверджувалося, що Бог передвизначає одних людей на вічну радість в спасінні, а інших — на вічні муки в пеклі, а в другій, що останнім ключовим фактором куди потрапить душа стає особистий вибір людини.
Протягом історії християнства зміни у суспільному житті зобов'язували християнських апологетів давати актуальні та засновані на біблійному тексті відповіді на сучасні питання з боку секулярного світу, зберігаючи консервативне власне богослів’я. Ця позиція залишалася незмінною до кінця XVIII — початку XIX ст., коли виникло явище теологічного модернізму, що розглядається більшістю дослідників прикладом секуляризації, що поширюється, і пристосувальної діяльності християнської церкви.
У своїй сучасній формі він почався наприкінці XIX та на початку XX століть серед британських та американських протестантів як реакція на теологічний лібералізм  і культурний модернізм. Фундаменталісти стверджували, що теологи-модерністи 19-го століття неправильно витлумачили або відкинули певні доктрини, особливо непогрішність Біблії, які вони вважали основами християнської віри. 

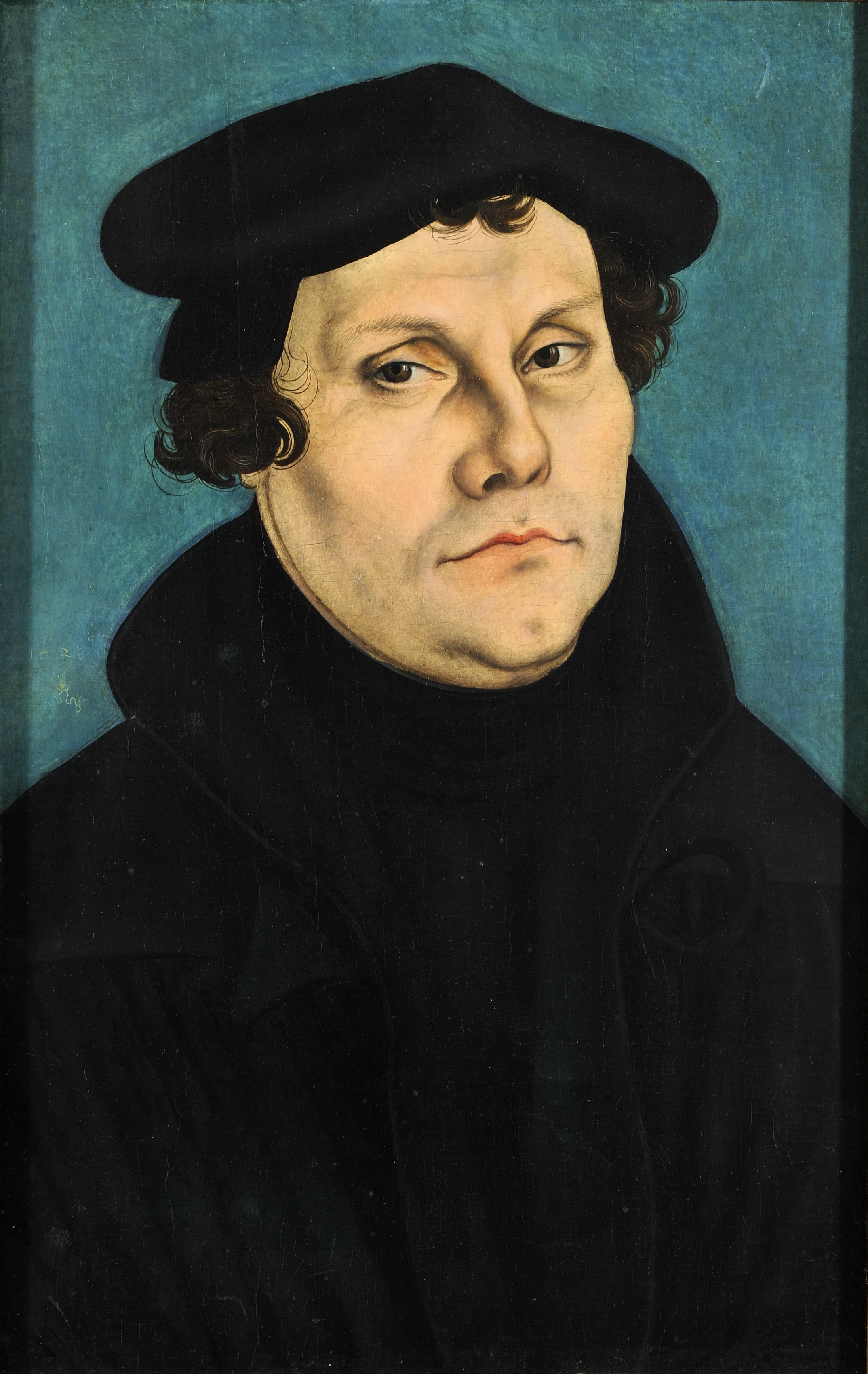
Мартін Лютер, ініціатор Реформації.

Фундаменталісти майже завжди описуються як такі, що підтримують віру в біблійну непогрішність і непогрішність Біблії.  Відповідно до традиційних християнських доктрин щодо тлумачення Біблії, ролі Ісуса в Біблії та ролі церкви в суспільстві, фундаменталісти зазвичай вірять у суть християнських вірувань, яка включає історичну точність Біблії та всього іншого, події, які в ній описані, а також друге пришестя Ісуса Христа.

## Ліберальна теологія (XIX століття)

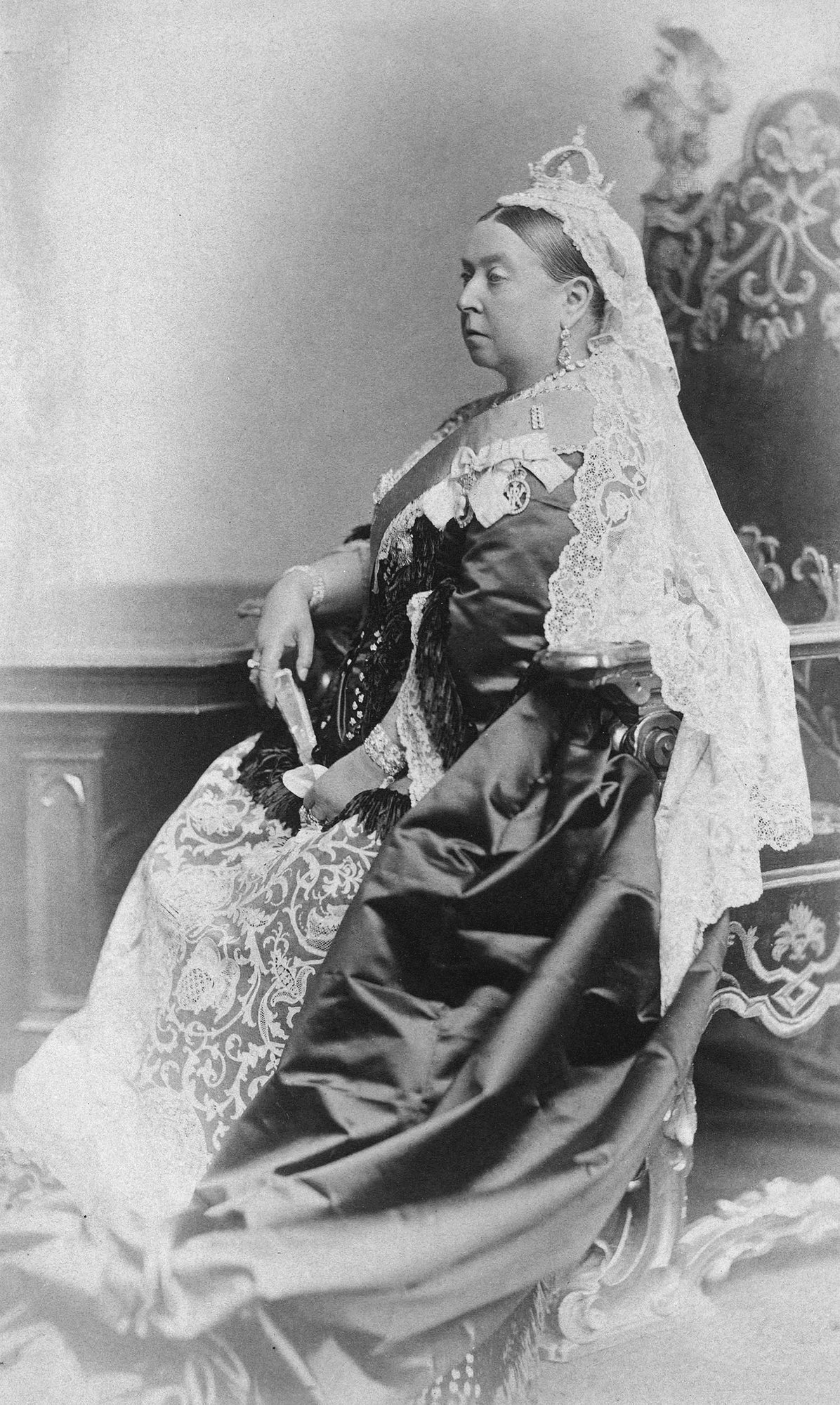
Вікторія, королева Великої Британії та Ірландії, покладалася на протестантську етику.

Докладніше: Ліберальна протестантська теологія
Ліберальною називають теологію, яка виникла наприкінці XVIII — початку XIX ст., мала велику популярність в другій половині XIX ст; була заснована на роботах німецького філософа та теолога Фрідріха Шляєрмахера. У момент свого зародження ліберальна теологія прагнула змінити християнство, зробити його сучаснішим, відповідним рівню науки і здатним стати інструментом для вирішення «земних» моральних та політичних питань. Особлива увага приділялася доказам розумності та суспільної корисності вчення Христа, а також вірі в те, що люди здатні подолати свою гріховність своїми ж силами.
Окрім Шлаєрмахера, представниками напрямку були: Альбрехт Рітчль, Ернст Трьольч та Адольф фон Гарнак.
Основні позиції ліберальної теології:
1. Богопізнання неможливе. Наблизитися до «вищої реальності» можна лише на рівні людських емоцій і шляхом дотримання моральних доктрин.
2. Виникнення християнства аналогічне до виникнення інших релігій і викликане звичайними історичними та соціальними процесами.
3. Бог не відкривав себе людям.
4. Ісус був ідеалом моральної людини, яка, проте, не закладала віровчальних доктрин.
5. Сучасне богослов'я має вивчати історію виникнення християнства, не беручи до розгляду категорії надприродного

Також, ліберальна теологія приймає біологічну еволюцію, еволюцію людини, мільярдний вік Землі, а також, критику Біблії.

## Діалектична теологія ХХ століття
Докладніше: Діалектична теологія
Новий напрям богословської думки, що виник у протестантських церквах Німеччини та Швейцарії у 20-ті роки XX століття як реакція на соціальний оптимізм і модернізм ліберальної теології, діалектична теологія виробила новий, неоортодоксальний підхід до традиційного протестантського віровчення. На діалектичну теологію суттєво вплинули погляди Сьорена К'єркегора, автора християнського екзистенціалізму.
Діалектичну теологію також називають неоортодоксією, за те, що вона переосмислила консервативні позиції по низці питань в християнстві. Головні представники — теологи ХХ століття: Карл Барт, Пауль Тілліх, Еміль Брунер, Рудольф Бультман, Фрідріх Гоґартен та Рейнольд Нібур.

Головну суть діалектичної теології можна виразити так:
«Сприйнявши ідеї раннього екзистенціалізму, діалектична теологія виходила з факту тотального відчуження людини, зумовленої втратою Бога або хибним її розумінням, що виник на раціоналістичній основі. Віра не може базуватися на розумі та об'єктивному знанні, бо між людиною і Богом існує абсолютний розрив, який можна подолати лише за допомогою благодаті, що дозволяє індивіду відкрити Бога у власній душі і побачити істинний надрозумний зміст євангельського откровення».
Ця школа богословської думки теж є в цілому неприйнятною для протестантського фундаменталізму, оскільки неоортодоксія загалом приймає біблійну критику, а також: еволюційну теорію, антропогенез, мільярдний вік Землі та ін. наукові факти. Підтримуючи ці точки зору, вона зберігає принаймні деякі аспекти ліберальної теології XIX століття.

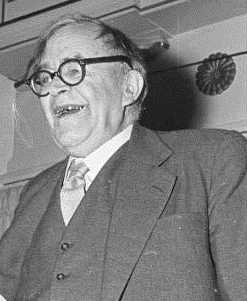
Карл Барт, найбільш видатний представник діалектичної теології.

Однак, неортодоксія відроджує інтерес до догматики та вчення про Триєдиного Бога. Багато в чому такий підхід зумовлений опорою на Одкровення, яке перевершує як розум, так і почуття. Зауважується, що Біблія не знає людину взагалі, але вона знає людей, покликаних через віру. Віра ж є рішучістю (екзистенційним вибором у дусі К'єркегора), а не ірраціональним постулатом чи невиразним переживанням. На противагу природному одкровенню ліберальних богословів, діалектична теологія наполягає на унікальності Одкровення Бога через Христа і те, що Бог унікально відкрив свою сутність через Боголюдину Ісуса Христа.

## Протестантизм в XXI столітті

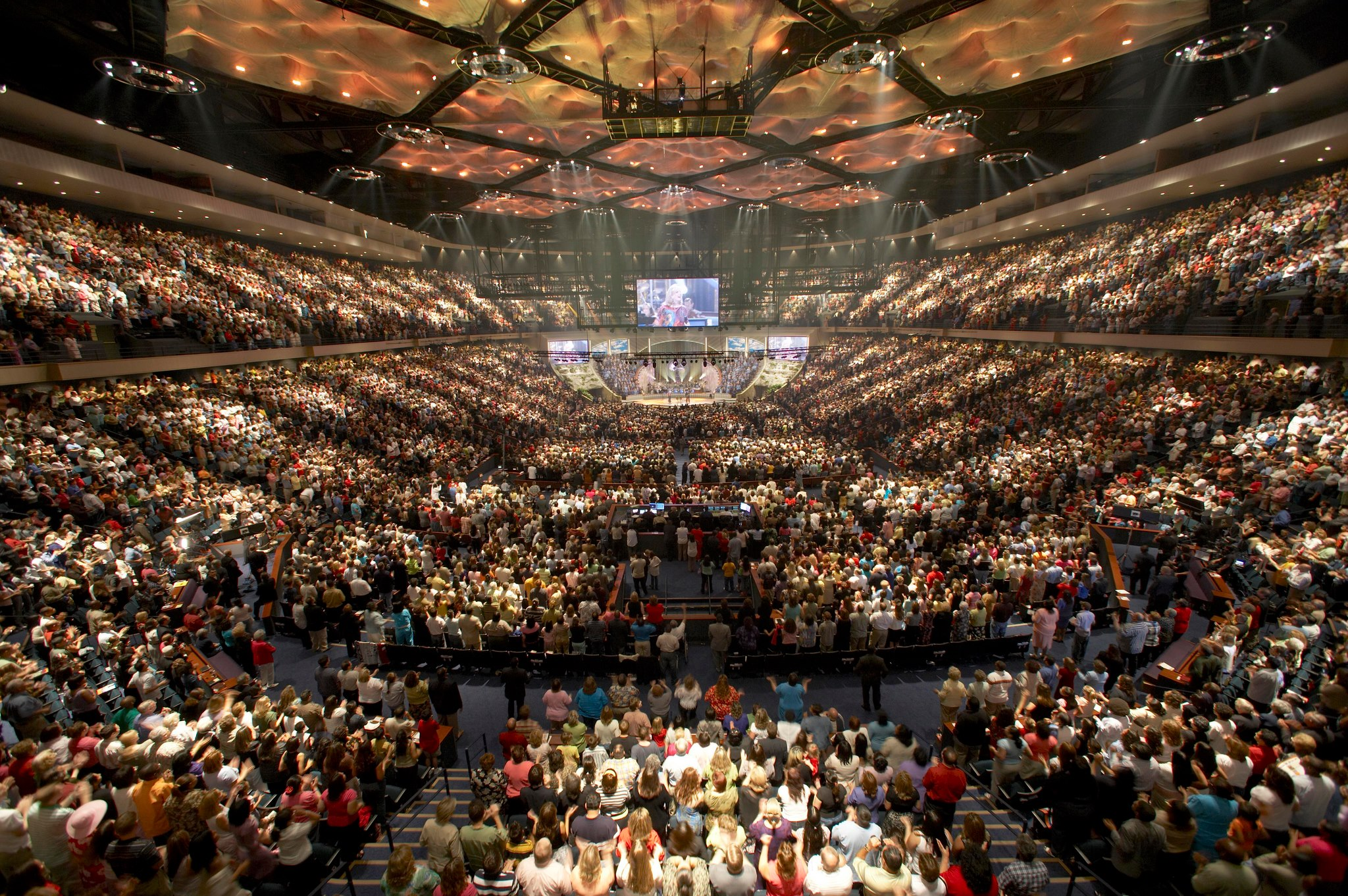
Церква Лейквуд зустрічається в колишній спортивній арені з місткістю 16.000

### Екуменізм
Ідея всесвітнього єдності християн, їх згуртування у Вселенську церкву викликала інтерес вже в XIX столітті, коли були створені перші міжконфесійні об'єднання — молоді, жінок, біблійні товариства і ін. Особливий успіх мали місіонерські об'єднання.
У 1875 році був заснований Всесвітній союз реформатських церков; їх приклад наслідували методисти, лютерани та інші. Найширший розмах екуменізм придбав на початку XX століття, особливо після Першої світової війни.

### Ліберальний протестантизмв ХХІ ст.
У минулому мейнстрім-протестанти (ортодокси) становили більшість американського протестантизму. Число членів основних протестантських церков США досягло свого піка в 1950-і роки. Однак, починаючи з 1960-х років, їх чисельність скорочується. Більшість священнослужителів основних протестантських церков США та Великобританії підтримують політику захисту прав сексуальних меншин.